# Serapio Calderón
Serapio Calderón Chirinos (Paucartambo, 1843 – Cusco, 3 aprile 1922) è stato un politico peruviano.
È stato Presidente del Perù dal 7 maggio al 24 settembre 1904.